# 郭雪
郭雪（1982年—），中国女演员，收藏家。

## 生平
2005年毕业于中国人民解放军艺术学院，对外经济贸易大学EMBA。曾主演过电视剧《继父》、《血色玫瑰》、《天字一号》和电影《胜利》等，近年更因主演描写我军第一位女将军李贞的电影《女将军李贞》相继荣获“第五届英国万像国际华语电影节最佳新晋女演员奖”、“第九届中美电影节最佳新晋女演员奖”、“俄罗斯尤·尼·奥泽罗夫第十一届国际军事电影节最佳女主角奖”、“第五届国际华语电影节组委会推荐女演员奖”等多个奖项。